# Drujina
Una drujina (rus: дружина drujina que vol dir 'amic' / 'company'), en la història dels primers eslaus orientals, va ser una secció de tropes selectes per al servei particular d'un cabdill, anomenat més tard Kniaz. Les seves funcions originals eren les de guardaespatlles, cobrament de tributs als pobles conquerits i nucli de l'exèrcit durant les campanyes bèl·liques. L'organització de la drujina va variar amb el temps i va sobreviure fins al segle xvi.